# Битка при Фасис
Битката при Фасис (на грузински: ფაზისი; на старогръцки: Φάσις) се провежда през 555 – 556 г. по време на Лазската война (542 – 562 г.) между Източната Римска империя и Сасанидска Персия.
Персийците побеждават град Фасис в Лазика (днес в Западна Грузия) на източно Черно море, но са победени от византийците. Командири на Византия са Мартин и Юстин (консул 540 г.). Командир на сасанидите е Нахораган.